# أدب كلاسيكي

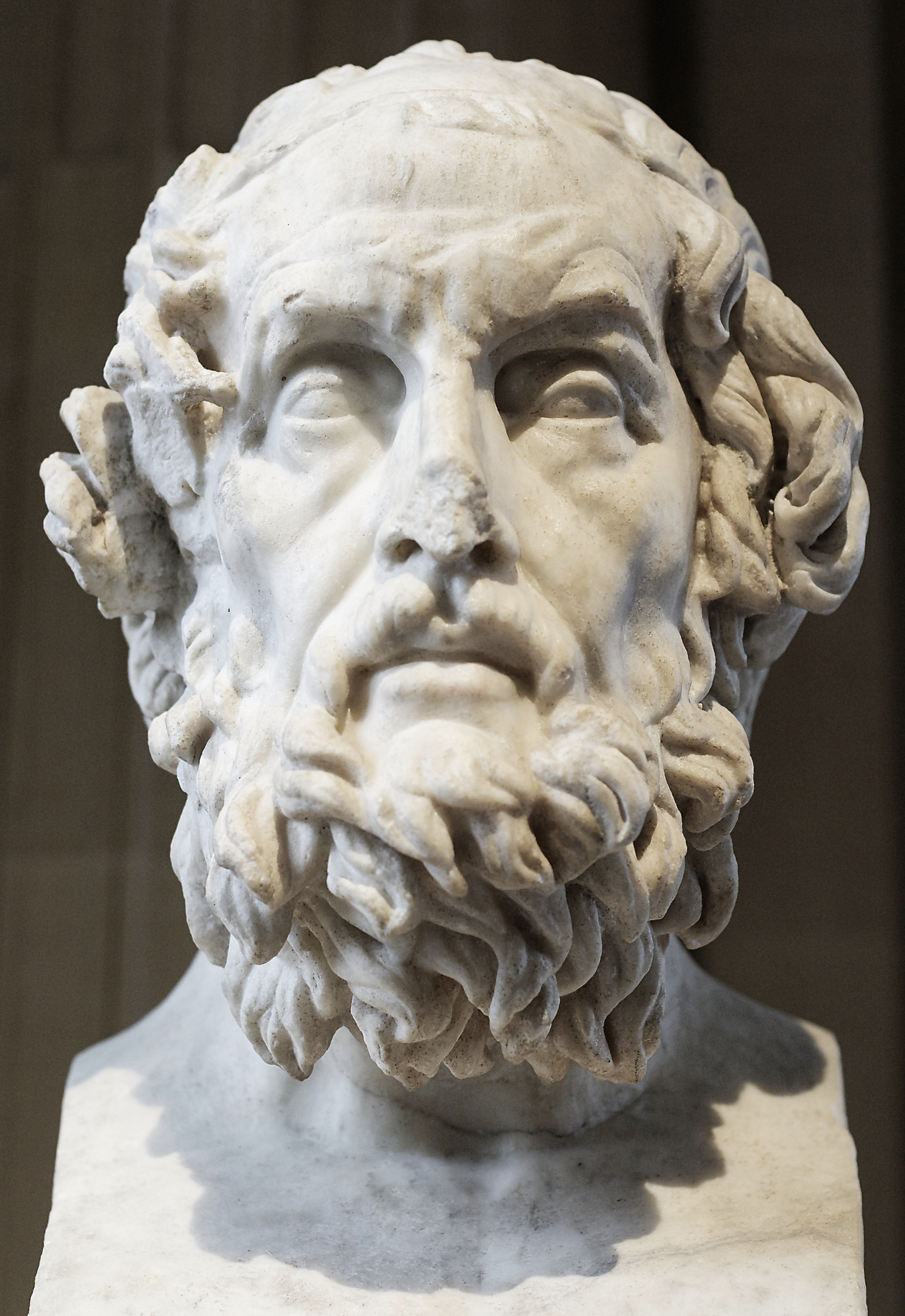
تمثال نصفي للشاعر الملحمي اليوناني القديم هوميروس

الكلاسيكيات أو الدراسات الكلاسيكية هي دراسة العصور الكلاسيكية القديمة. وتضم دراسة العالم اليوناني الروماني، خاصةً لغاته وآدابه (اليونانية القديمة واللاتينية الكلاسيكية) وكذلك الفلسفة، والتاريخ، والآثار اليونانية- الرومانية. في التقليد الغربي، تعتبر دراسة الكلاسيكيات اليونانية والرومانية أحد الأركان الأساسية لدراسة الإنسانيات وعنصر أساسي في التعليم المتكامل. لذلك تقليديًا كانت دراسة الكلاسيكيات ركنًا أساسيًا من أركان التعليم الراقي النموذجي.
تشمل الدراسة تحديدًا تاريخ الفترة الزمنية من منتصف الألفية الثانية قبل الميلاد إلى القرن السادس الميلادي.

## أصل الكلمة
تُشتق كلمة الكلاسيكيات من الصفة اللاتينية (classicus)، وتعنى «الانتماء إلى أعلى فئة من المواطنين». استخدمت الكلمة في الأصل لوصف أعضاء الطبقة العليا في روما القديمة. بحلول القرن الثاني الميلادي، استخدمت الكلمة في النقد الأدبي لوصف الكتاب الأكثر إجادة. على سبيل المثال، يظهر أولوس غيليوس، في كتابه ليالي العلية (Attic Nights)، التباينات بين الطبقة العليا «classicus» والطبقة الكادحة «proletarius» من الكتاب. بحلول القرن السادس الميلادي، اكتسبت الكلمة معنى ثانيًا، يشير إلى التلاميذ في المدرسة. وهكذا فإن المعنيان الحديثان للكلمة، يشير كلاهما إلى الأدب الذي يعتبر أكثر جودة، وإلى النصوص القياسية (النموذجية) المستخدمة كجزء من المنهج، وكلاهما مشتق من الاستخدام الروماني.

## تاريخيًا

### العصور الوسطى
في العصور الوسطى، كانت الكلاسيكيات والتعليم مرتبطين ارتباطًا وثيقًا؛ فوفقًا لجان زيولكوفسكي، لا يوجد عصر في التاريخ كان الرابط فيه أكثر تشددًا. فرض تعليم القرون الوسطى على الطلاب تقليد النماذج الكلاسيكية السابقة، واستمرت اللغة اللاتينية في كونها لغة المعرفة والثقافة، رغم تزايد الاختلاف بين اللاتينية الأدبية واللغات العامية في أوروبا خلال هذه الفترة.
بينما كانت اللغة اللاتينية مؤثرة بشكل كبير، كانت اللغة اليونانية تُدرَّس بالكاد، واستمر الأدب اليوناني فقط في ترجمته اللاتينية تقريبًا. كانت حتى أعمال المؤلفين اليونانيين الرئيسيين مثل هسيودوس، الذين ظلت أسماؤهم معروفة بين متعلمي (مثقفي) أوروبا، غير متاحة في العصور الوسطى. في القرن الثالث عشر، كتب الفيلسوف الإنجليزي روجر بيكون أنه «لا يوجد أربعة رجال في العالم المسيحي اللاتيني على دراية بالقواعد اليونانية والعبرية والعربية.»
إضافة إلى عدم توفر المؤلفين اليونانيين، كانت هناك اختلافات أخرى بين المعايير الكلاسيكية المعروفة اليوم والأعمال ذات القيمة في العصور الوسطى. كتولوس، على سبيل المثال، لم يكن معروفًا تمامًا تقريبًا في فترة العصور الوسطى. كما تعاظمت شعبية المؤلفين المختلفين وتضاءلت طوال الفترة: فلوكريتيوس، الذي كان شائعًا خلال فترة الكارولنجية، قُرِأ بالكاد في القرن الثاني عشر، بينما العكس هو الصحيح بالنسبة للكوينتيليين.

### عصر النهضة
أدى عصر النهضة إلى تزايد دراسة كل من الأدب القديم والتاريخ القديم، وكذلك إحياء الأساليب الكلاسيكية اللاتينية. منذ القرن الرابع عشر، أولًا في إيطاليا ثم بشكل متزايد في جميع أنحاء أوروبا، نشأت الحركة الإنسانية لعصر النهضة، وهي حركة فكرية «دعت إلى دراسة العصور الكلاسيكية القديمة وتقليدها». شهدت الحركة الإنسانية إصلاحًا في التعليم في أوروبا، إذ أدرجت دراسة مجموعة كبيرة من المؤلفين اللاتينيين بالإضافة إلى إعادة دراسة اللغة والأدب اليوناني إلى أوروبا الغربية. بدأ إعادة الطرح هذه بترارك (1304-1374) وبوكاتشيو (1313-1375) اللذان كلفا باحثًا كالبريًا بترجمة قصائد هوميروس. انتشر هذا الإصلاح التعليمي الإنساني من إيطاليا، في البلدان الكاثوليكية إذ اعتمده اليسوعيون، وفي البلدان التي أصبحت بروتستانتية مثل إنجلترا، وألمانيا، والبلدان المنخفضة، لضمان قدرة رجال الدين المستقبليين على دراسة العهد الجديد بلغته الأصلية.

### الكلاسيكية الجديدة
تعتبر فترة أواخر القرن السابع عشر والقرن الثامن عشر الفترة الأكثر ارتباطًا بالتقاليد الكلاسيكية في التاريخ الأدبي في أوروبا الغربية، إذ اعتمد الكتاب واعين النماذج الكلاسيكية. وكانت النماذج الكلاسيكية تحظى بتقدير كبير لدرجة أن مسرحيات وليام شكسبير أعيد كتابتها تماشيًا مع الخطوط الكلاسيكية الجديدة، وأُديت هذه «النسخ المحسنة» طوال القرن الثامن عشر.
منذ بداية القرن الثامن عشر، أصبحت دراسة اللغة اليونانية أكثر أهمية مقارنًة بدراسة اللغة اللاتينية. في هذه الفترة أنتجت ادعاءات يوهان فينكلمان بتفوق الفنون البصرية اليونانية تحولًا في الأحكام الجمالية، بينما في المجال الأدبي (الدوائر الأدبية)، «أعاد ج. إفرايم ليسينغ هوميروس إلى مركز الإنجاز الفني». في المملكة المتحدة، بدأت دراسة اللغة اليونانية في المدارس في أواخر القرن الثامن عشر. ادعى الشاعر والتر سافاج لاندور أنه كان من أوائل التلاميذ الإنجليز الذين يكتبون باللغة اليونانية خلال فترة وجوده في مدرسة الرغبي.

### القرن التاسع عشر
شهد القرن التاسع عشر تراجعًا في تأثير العالم الكلاسيكي وقيمة التعليم الكلاسيكي، خاصة في الولايات المتحدة، حيث انتُقد غالبًا بسبب نخبويته. بحلول القرن التاسع عشر، كان القليل من الأدب الجديد لا يزال يكتب باللغة اللاتينية -وهي ممارسة استمرت حتى أواخر القرن الثامن عشر- وتراجعت أهمية إجادة اللغة اللاتينية. بالمقابل، بدأ التعليم الكلاسيكي منذ القرن التاسع عشر وصاعدًا في التقليل بشكل متزايد من أهمية القدرة على الكتابة والتحدث باللغة اللاتينية. استغرقت هذه العملية في المملكة المتحدة وقتًا أطول من أي مكان آخر. استمر الإنشاء في كونه المهارة الكلاسيكية المهيمنة في إنجلترا حتى سبعينيات القرن التاسع عشر، عندما بدأت زيادة شعبية النواحي الجديدة في التخصص. كانت أولى التحديات لاشتراط اللغة اليونانية للدراسة في جامعتي أكسفورد وكامبريدج في العقد نفسه، رغم أنه لم يتم إلغاؤها بشكل نهائي إلا بعد 50 عامًا أخرى.
رغم تراجع تأثير دراسة الكلاسيكيات باعتبارها طريقة التعليم السائدة في أوروبا وأمريكا الشمالية في القرن التاسع عشر، فقد تطور التخصص سريعًا في نفس الفترة. إذ أصبحت المعرفة الكلاسيكية أكثر منهجية وعلمية، خاصة مع «فقه اللغة الجديد» الذي أُنشِئ في نهاية القرن الثامن عشر وبداية القرن التاسع عشر. واتسع نطاقها أيضًا: إذ كان خلال القرن التاسع عشر أن بدأ يُنظر إلى التاريخ القديم والآثار الكلاسيكية بصفتهم جزءًا من الدراسة الكلاسيكية وليست تخصصات منفصلة.